# بغلان، افغانستان
بغلان، افغانستان (به لاتین: Baghlan) یک شهر در افغانستان است که در ولایت بغلان واقع شده‌است.

## خصوصیات
بغلان ۱۱۹٬۶۰۷ نفر جمعیت دارد و ۵۲۸ متر بالاتر از سطح دریا واقع شده‌است.